# Zwartnekmonarch
De zwartnekmonarch (Hypothymis azurea) is een zangvogel uit de familie Monarchidae (monarchen).

## Verspreiding en leefgebied
Deze soort komt voor van India tot Zuidoost-Azië en telt 23 ondersoorten:
- H. a. styani: van India en Nepal tot zuidoostelijk China en Vietnam.
- H. a. oberholseri: Taiwan.
- H. a. ceylonensis: Sri Lanka.
- H. a. tytleri: de Andamanen.
- H. a. idiochroa: Car Nicobar (de noordelijke Nicobaren).
- H. a. nicobarica: de zuidelijke Nicobaren.
- H. a. montana: noordelijke en centraal Thailand.
- H. a. galerita: zuidwestelijk en zuidoostelijk Thailand.
- H. a. forrestia: Mergui-archipel (nabij westelijk Myanmar).
- H. a. prophata: Maleisië, Sumatra en Borneo.
- H. a. javana: Java.
- H. a. penidae: Penida (nabij Bali op de Kleine Soenda-eilanden).
- H. a. karimatensis: Karimata-eilanden (nabij westelijk Borneo).
- H. a. opisthocyanea: Anambaseilanden (in de Zuid-Chinese Zee).
- H. a. gigantoptera: Bunguran (Natuna-eilanden, Zuid-Chinese Zee).
- H. a. consobrina: Simeulue (nabij noordwestelijk Sumatra).
- H. a. leucophila: Siberut (nabij westelijk Sumatra).
- H. a. richmondi: Enggano (nabij zuidwestelijk Sumatra).
- H. a. abbotti: Reusam en Babi (ten noordwesten van Sumatra).
- H. a. symmixta: de westelijke en centrale Kleine Soenda-eilanden.
- H. a. azurea: de Filipijnen (behalve Camiguin).
- H. a. aeria: Maratua (nabij oostelijk Borneo).
- H. a. catarmanensis: Camiguin (zuidelijke Filipijnen).

## Status
De grootte van de populatie is niet gekwantificeerd maar de soort wordt omschreven als wijdverspreid en algemeen. Op de Rode lijst van de IUCN heeft deze soort de status niet bedreigd.